# Омельникский сельский совет (Ореховский район)
Омельникский сельский совет (укр. Омельницька сільська рада) — входит в состав Ореховского района Запорожской области Украины.
Административный центр сельского совета находится в с. Омельник.

## История
- 1967 — дата образования.

## Населённые пункты совета
- с. Омельник
- с. Свобода
- с. Червоный Яр
- с. Широкое

## Ликвидированные населённые пункты совета
- с. Панютино